# Urbain Gohier
Pour les articles homonymes, voir Gohier.
Urbain Gohier, de son nom de naissance Urbain Degoulet, ayant signé deux de ses livres du nom de plume Isaac Blümchen, né à Versailles le 17 décembre 1862 et mort le 29 juin 1951 à Saint-Satur (Cher),, est un avocat, journaliste, pamphlétaire et écrivain français.  
Pamphlétaire infatigable, Urbain Gohier est durant l'Affaire Dreyfus un journaliste de premier plan. Partisan de la révision, il mène campagne pour la réhabilitation de Alfred Dreyfus par antimilitarisme tout en ayant des convictions nationaliste, socialiste, antisémite et monarchiste (il se définira tour à tour comme "monarcho-syndicaliste" ou encore "monarchiste-socialiste"). Durant l'Entre-deux-guerres, il devient la plume de l'industriel et patron de presse François Coty, fondateur du mouvement Solidarité française puis, à la veille de la Seconde Guerre mondiale, devient l’un des principaux rédacteur de l’hebdomadaire "Au Pilori", virulente publication antisémite dans laquelle il continuera d'écrire durant l’Occupation. 

## Biographie

### Début dans le journalisme
Orphelin très jeune, Urbain Degoulet adopte le patronyme de son père adoptif, nommé Gohier. La question de son origine familiale le préoccupera durant toute sa vie.
Après de brillantes études secondaires au collège Stanislas de Paris, où il remporte tous les premiers prix, il obtient une licence en lettres et une licence en droit. En 1884, il devient rédacteur parlementaire au journal Le Soleil. En 1893, il fait partie de la rédaction de La Correspondance Nationale 
En 1897, lors de la fondation du quotidien socialiste L'Aurore, Ernest Vaughan, son directeur, invite Gohier à rejoindre l'équipe de rédaction. Il devient avec Georges Clemenceau l’un des principaux collaborateurs du journal,.
Pamphlétaire infatigable, Gohier se dit « monarcho-syndicaliste » ; il est dreyfusard, antisémite, antimilitariste et socialiste. En 1896, il a accepté de faire partie d'une commission chargée de départager les candidats à un concours organisé par La Libre Parole d'Édouard Drumont « sur les moyens pratiques d'arriver à l'anéantissement de la puissance juive en France ».

### L'Affaire Dreyfus
Il soutient Dreyfus par antimilitarisme. Émile Zola compte parmi ses amis. C'est lui qui provoque la démission de Clemenceau de L'Aurore à la suite de son article du 15 décembre 1899, dans lequel il se vante d'avoir été le seul à comprendre l'affaire Dreyfus « sous les outrages de l'ennemi, sous la réprobation et les reproches des défenseurs de la personne de Dreyfus. »
En 1898, il est poursuivi à la suite de la publication de son pamphlet antimilitariste L'armée contre la nation et finalement relaxé. Il est alors célèbre pour son antimilitarisme, et un jeune déserteur, Henri Bernstein, lui fait parvenir de Bruxelles une lettre expliquant son acte : « J'ai vingt-quatre ans. Je suis déserteur. J'ai déserté après sept mois de service, sept mois pas ordinaires, qui m'ont coûté de l'argent d'abord et des grincements de dents quand je n'ai plus eu d'argent. Inutile de vous dire, n'est-ce pas, que la plupart de mes chefs étaient des faussaires et des maîtres chanteurs. J'ai filé à Bruxelles. »,,,
Appelant de ses vœux un régime « monarchiste socialiste », il poursuit son œuvre polémique en se faisant le dénonciateur de complots juifs et asiatiques. Au tournant du siècle, il rallie le mouvement néo-malthusien aux côtés de Paul Robin, André Girard, Clovis Hugues, Albert Lantoine, A. Daudé-Bancel, Laurent Tailhade et Georges Yvetot.
Rédacteur en chef du journal grenoblois Le Droit du peuple en 1902, puis du Vieux Cordelier en 1903 et du Cri de Paris en 1904, directeur de l'hebdomadaire antisémite L'Œuvre française et de sa suite La Vieille France de 1916 à 1924, Gohier est également l'un des premiers éditeurs en France du Protocole des sages de Sion, dont il ne se préoccupe pas de vérifier l'authenticité. En décembre 1905, il est condamné à un an de prison pour sa participation à l'Association internationale antimilitariste, mouvement proche des milieux anarchistes. Il contribue par ailleurs à des feuilles anarchistes comme Le Libertaire.
En 1908, il aurait lancé le célèbre surnom « le Tigre » pour désigner Georges Clemenceau[réf. nécessaire].
Critique acerbe du socialisme de Jaurès, contempteur de l’armée et du monarchisme, trop tiède à ses yeux, de l’Action française, Gohier se mêle des principaux débats qui animent la scène politique de la Troisième République et se bat plusieurs fois en duel au pistolet. Dans La Vieille France, il met en doute l'antisémitisme et la xénophobie de l’Action française et s'attaque à Charles Maurras en arguant que ses origines en font un « métèque ». Il suggère également que Léon Daudet, qu'il appelle « Davidet » ou « Ben Daoud », serait de lointaine origine juive. Pourtant, le directeur de L'Action française avait fait son apologie en novembre 1920 à la Chambre, en raison de sa publication des Protocoles .

### L'Entre-deux-guerres et la Collaboration
Il devient la «plume» de l’industriel de parfumerie et homme politique François Coty quand celui-ci achète le journal Le Figaro (1922). Le 18 mai 1933, un éditorial de première page de Le Figaro, intitulé «Le communisme au Collège de France», écrit ou inspiré par Gohier, s'opposait à ce que Albert Einstein, alors fuyant l'Allemagne nazie, fût nommé à une chaire de physique théorique qui serait créée pour lui au Collège de France sur proposition du ministre de l'Éducation nationale, Anatole de Monzie. 
Pendant la Seconde Guerre mondiale et l’Occupation, il devient l’un des principaux rédacteurs de l’hebdomadaire Au Pilori, violente publication antisémite. Il collabore également à La France au travail aux côtés de Lucien Pemjean et Jean Drault. 
Condamné en 1944 pour sa participation à la presse collaborationniste, il meurt dans l’oubli en 1951 en laissant une œuvre pamphlétaire considérable qui le range aux côtés d'autres polémistes antisémites de son temps, tels Édouard Drumont, Léon Daudet, Henri Béraud, Pierre Dominique ou René Benjamin.

### Témoignage
Dans le Journal littéraire de Paul Léautaud nous pouvons lire, au 3 décembre 1910 : « Le cas de Gohier au Matin est au reste curieux. Il y est appointé, 500 francs par mois, peut-être plus, même, mais sans le droit d’y écrire sous sa signature. Il y vient tous les jours, des heures entières, lire les journaux, comme au Cabinet de lecture. Il écrit quelquefois des articles, courts, sur un sujet ou un autre, cuisine de journal, plutôt, mais jamais rien de signé. C’est une sorte de traité entre lui et Le Matin. La raison ? Il a, paraît-il, tout un dossier sur [Maurice] Bunau-Varilla. C’est son silence qu’on lui paie, en quelque sorte. »

## Œuvres
- Plaisir des dieux, roman, Paris, Félix Juven, [s. d.].
- La Fin d'un régime : les faillites, le personnel, les mœurs, le gouvernement de l'étranger. Dénouement ? Luttes politiques ou guerre sociale, deux articles d'un programme monarchiste, Paris, Chamuel, 1895.
- L’Absolu, Paris, Chamuel, 1895.
- Aux sept mille morts de Madagascar. Sur la guerre, propos d'un jeune homme et de M. François Coppée, notés par Urbain Gohier, « Des idées », no 4, Paris, Chamuel, 1896.
- Le Centenaire et la résurrection du Directoire : les mœurs publiques, les mœurs privées, l'attente, Paris, E. Dentu, 1896.
- Les massacres d'Arménie. Réponse du sultan à M. Clemenceau, trad. par Urbain Gohier, « Des idées », no 5, Paris, Chamuel, 1896.
- Contre l'argent : crimes, châtiments, remèdes, des lois, révolution, chambre ardente, l'opinion, « Des idées », no 6, Paris, Chamuel, 1896.
- L'Armée nouvelle : le haut commandement, la loi de 1889 condamnée, le service d'un an, l'examen de Saint-Cyr, l'affaire Allaire, lois sur l'espionnage. Pour la paix, Paris, P.-V. Stock, 1897.
- Le Nouveau pacte de famine. Le syndicat et son chef, pas de doctrine, un complot politique, un crime social, socialisme capitaliste, « Des idées », no 8, Paris, Chamuel, 1897.
- Trois fantoches. F. F., « l'Auguste personne » : il aime l'armée, il aime le clergé, il aime l'argent. La famille, splendeurs. La valetaille. Hanotaux. Méline, « Des idées », no 9, Paris, Éd. de l'auteur, 1897.
- L'Armée contre la nation, Paris, Éditions de la Revue blanche, 1898.
- L'Armée de Condé. Mémorial de la trahison, pour éclairer l'Annuaire de l'armée sous la 3e République, Paris, P.-V. Stock, 1898.
- La Congrégation et les prétoriens, Paris, Éditions de La Revue blanche, 1899.
- « Préface », à Malcolm Mac Coll, Le Sultan et les grandes puissances, trad. de Jean Longuet, Paris, Alcan, 1899.
- « Préface » à Paul Vigné d'Octon, La Gloire du sabre, Paris, Flammarion, 1900.
- Aux femmes, par le Groupe de propagande communiste-anarchiste, « Brochure à distribuer », no IV (Extrait de L'Aurore, 27 mars 1899), Paris, Bureaux des Temps nouveaux, 1900.
- Le Ressort. Étude de révolution en 4 actes, Paris, Éditions de La Revue blanche, 1900.
- Aux travailleurs conscients, Publié par : Un groupe de socialistes révolutionnaires, Oyonnax, Imprimerie ouvrière, [1901].
- La guerre de Chine : Dieu le veut ! Assassinats, incendies, viols et pillages commis et racontés par les officiers français aux ordres des missionnaires. Les crimes du prêtre et du soldat, Paris, Extrait de L'Aurore, [1901].
- À bas la caserne !, Paris, Éd. de La Revue blanche, 1902.
- L'Ascète au beurre, Paris, Imprimerie de V. Albouy, [1903].
- Histoire d'une trahison (1899-1903). Heures d'espoir. La bande Jaurès. Le pacte. La curée. La boue. Socialisme ?, Paris, Société parisienne d'édition, 1903.
- Le Peuple du XXe siècle. Aux États-Unis, Paris, E. Fasquelle, 1903.
- Le Vieux Cordelier, gazette hebdomadaire rédigée par Urbain Gohier, Paris, Février-avril 1903, Nos 1-7.
- Les Chaînes, pièce en 4 actes, adaptation française d'Urbain Gohier et de J. W. Bienstock, Paris, Extrait de La Nouvelle Revue, 1er novembre 1904.
- Pétition du pouvoir judiciaire au pouvoir législatif : la terreur juive, après l'armée de Condé, la tribu de Lévi. L'ancien régime rétabli pour les millionnaires juifs. Le déserteur juif du « Figaro ». Le socialisme juif. Sera-t-il permis à un Français de n'être ni jésuite, ni juif ?, Paris, Éd. de l'auteur, 1905.
- La République escamotée en Norvège, documents commentés, Paris, Éd. de l'auteur, 1905.
- Spartacus, Paris, Cahiers de la Quinzaine, no 12, 6e série, 1905.
- L'Antimilitarisme et la paix, Plaidoirie prononcée en cour d'assises de la Seine, le 28 décembre 1905, avec des notes, Paris, Éd. de l'auteur, [1905].
- La Terreur juive. Après l'armée de Condé, la tribu de Lévi. Le socialisme juif, Paris, Éd. de l'auteur, 1905.
- Leur République, Paris, Éd. de l'auteur, 1906.
- (et Henry Geoffroy), Gestes et profils, Paris, Charles Davis, 1906.
- La Révolution vient-elle ? Contre l'argent. Sur la guerre. Le nouveau pacte de famine. L'autre affaire du collier. Lettre du sultan à M. Clemenceau, Paris, Éd. de l'auteur, [1906].
- Zola au Panthéon, Paris, Éd. de l'auteur, 1907.
- Le Pot au but, comédie inédite, Paris, [éditeur non indiqué], Extrait de Fantasio, 1908.
- "Le Fils de Don Quichotte", Akademos 1909.
- (et Jean Drault), Le Jeu de l'amour et des beaux-arts, comédie en 1 acte (Paris, Grand-Guignol, 8 avril 1909), Paris, Librairie théâtrale du Nouveau Siècle, « Répertoire du Grand Guignol », 1910.
- Pour nos victimes. Les Bêtes, Paris, A. Messein, 1910.
- Pour nos victimes. La femme, l'enfant, Paris, A. Messein, 1910.
- Le Réveil, garder une patrie, refaire un peuple, Paris, Éditions de L'œuvre, 1911.
- Un peu d'idéal, Paris, A. Messein, 1911.
- (et Henri Rochefort, Gustave Hervé, Gaston Calmette, Gustave Téry), Le Régime abject, l'Assommoir national, Paris, Éditions de l'Œuvre, 1912.
- [Isaac Blümchen], À nous la France !, Cracovie, I.-N. Goldlust [adresse de fantaisie, Paris], 1913.
- [Isaac Blümchen], Le Droit de la race supérieure, Cracovie, I.-N. Goldlust [adresse de fantaisie, Paris], 1914.
- Pour être sages, Paris, Payot, 1914.
- La Sociale, Paris, La Renaissance française, 1914.
- La Censure. Septembre 1915, Paris, [éditeur non indiqué ; 11, boulevard du Palais], [1915].
- La Grande guerre. Gardons la France aux Français, Paris, H. Floury, 1915.
- Le Spectre du Quatre-Septembre. « Marcel Sembat, je te prends pour otage! », Paris, [éditeur non indiqué ; 11, boulevard du Palais], [1915].
- Lettre cordiale à Son Excellence le citoyen Marcel Sembat, ministre des travaux publics, Paris, [éditeur non indiqué], [1915].
- Vers la guerre civile. Joseph Caillaux ou la Nouvelle conspiration de Catilina, Paris, [éditeur non indiqué], [1915].
- 1914-1916. Le Vrai monument de la victoire, frontispice de Eugène Grasset, Paris, Maison du livre, 1916.
- Menaces du sans-patrie Hervé, le « camarade de Caserio » exagère, Paris, [éditeur non indiqué; 11, boulevard du Palais], [1916].
- L'Œuvre française, journal dirigé par Gohier, Paris, n ̊ 1, 14 décembre 1916. - Nos 1 à 22, 14 décembre 1916-19 mai 1917 : La Vieille France, journal dirigé par Gohier.
- Réponse aux socialistes du Kaiser. Comment je n'ai pas tué le traître Jaurès, [Paris], [éditeur non indiqué], 1916.
- La Race a parlé. Leçons et moralités de la Grande guerre, Paris, La Renaissance du livre, [1917].
- Retournons à la terre ! C'est le salut !, Paris, Larousse, « Brochures Larousse », [1917].
- Les Gens du Rey. Sidi Maurras ben Ma'aras ou le Maure pion, Tours et Paris, Arrault et Cie, 1926.
- Protocoles des Sages d'Israël, Paris, Éditions de la revue La Vieille France, [1926].
- Pour l'égalité devant la loi, Résistance (le 1er mai 1926) de monsieur le Ministre des finances, Paris, Imprimerie de G. Dargon, [1926].
- Cassandre ou la Folie des blancs, Paris, Éditions Georges Anquetil, 1927.
- Paroles d'un Français, Paris, Éditions Baudinière, « Bibliothèque du lettré », [1931].
- La Vraie Figure de Clemenceau, Paris, Éditions Baudinière, « Bibliothèque du lettré », [1932].
- [Isaac Blümchen], Le Droit de la race supérieure, nouvelle édition, Cracovie, I.-N. Goldlust et Paris, Centre de documentation, [1933].
- Le Complot de l'orléanisme et de la franc-maçonnerie, Paris, Éd de l'auteur, 1934. Texte en ligne
- Mon jubilé, après cinquante années de journalisme (1894-1934), Paris, Éd. de l'auteur, 1934.
- Mon jubilé, après cinquante années de journalisme (1884-1934). 3e édition accrue de notes et comprenant procès, plaidoirie, affaire Coty, Paris, Joigny Société d'éditions et d'imprimerie, 1937.
- [Isaac Blümchen], À nous la France !, nouvelle édition, Cracovie, I.-N. Goldlust et Paris, Office de propagande nationale, 1938.
- Mon jubilé, après cinquante années de journalisme (1884-1934), avant-propos de Jean Mabire, préface de Georges Pioch, 3e éd. accrue de notes et comprenant procès, plaidoirie, affaire Coty, Paris, Déterna, 1999.
- L'armée contre la nation. La révolution vient-elle. Refaire un peuple, Lyon, Éditions Irminsul, 2000.